# البنات والصيف (فلم)
البنات والصيف فيلم مصري من إنتاج عام 1960، ويحكي ثلاث قصص منفصلة من عوالم مختلفة تدور في أجواء الصيف بتقلباته وعلاقاته العاطفية العابرة، وحكاية بنات ثلاث يصطدمن بثلاث أزمات تضعهن في مهب الريح، ما بين الإخلاص والخيانة، وبين الحيرة واليقين، وبين الاستسلام للواقع والخلاص من الهاوية وهو من تأليف إحسان عبد القدوس.

## القصة الأولى

### الأحداث
تدور الأحداث حول «وفية» (مريم فخر الدين) الزوجة الجميلة التي تعاني من ضعف شخصيتها بسبب تربيتها الصارمة وكذلك ضعف شخصية زوجها «عمر» (عادل خيري) مما جعلها فريسة سهلة لصديق زوجها «إسماعيل» (كمال الشناوي) والذي يثق فيه الزوج ثقة عمياء وعندما يسافران للإسكندرية في إجازة يكرر إسماعيل اعتدائه على الزوجة التي تفشل في صده ومقاومته فتلجأ إلى صديقتها لتساعدها فتنصحها بأن ترسل للزوج خطابات تنبهه إلى خيانة صديقه له لكن الزوج لايصدق ولا يقتنع، فتتفق مع صديقتها بأن تحضر الزوج أثناء اعتداء إسماعيل عليها ويصدم الزوج عندما يرى زوجته مع صديقه وتطلب منه الزوجة أن يقتلهما معا ولكنه يرفض ويخاف فتضطر إلى قتل إسماعيل وتنتحر بإلقاء نفسها في البحر.

### طاقم التمثيل
- مريم فخر الدين: (وفية)
- كمال الشناوي: (إسماعيل)
- عادل خيري: (عمر)
- صفية ثروت: (عفاف)
- شريف حمدي: (والد وفية)
- سامية رشدي: (والدة وفية)

### فريق العمل
- إخراج: عز الدين ذو الفقار
- إعداد القصة: محمد أبو يوسف

## القصة الثانية

ملصق القصة الثانية

### الأحداث
تدور الأحداث حول زوج (حسين رياض) وزوجته (فردوس محمد) يقضيان إجازة الصيف بالإسكندرية مع أولادهما ومعهما الخادمة «فتحية» (سميرة أحمد) والتي يشتهيها الزوج بشدة ولكنه يخشى الإقدام على أي فعل حفاظا على سمعته وكرامته فيصب جام غضبه عليها ويعاملها بقسوة فيضطر إلى اتهامها بالسرقة حتى يتخلص منها ولكنها تبرأ في النهاية وتتزوج من المكوجي الذي يحبها.

### طاقم التمثيل
- سميرة أحمد: (فتحية)
- حسين رياض: (محمد - الزوج)
- فردوس محمد: (زوجة محمد)
- محمد علوان: (إبراهيم - المكوجي)
- حسن حامد: (حسنين)
- وداد حمدي: (رتيبة)
- محمد الديب: (زوج سلوى)
- عواطف يسري: (سلوى)
- ميرفت عزو: (طفلة)
- إكرام عزو: (طفلة)

### فريق العمل
- إخراج: صلاح أبو سيف
- إعداد القصة: عبد القادر التلمساني

## القصة الثالثة

ملصق القصة الثالثة

### الأحداث
تدور الأحداث حول «محمد» (عبد الحليم حافظ) شاب رومانسي وخجول يحب جارته «ناهد» (زيزي البدراوي) ويعرب عن رغبته في الزواج منها ويتفق مع أهلها على خطبتها في الإسكندرية، تراه ناهد غير مناسب لها لخجله وكونه لا يستطيع التعبير عن حبه مثل الشباب، ثم ترتبط بعلاقة حب وهمية مع «هشام» (يوسف فخر الدين) شاب عابث يعرف نقطة ضعفها وهي لهفتها للحب والكلام الناعم ليسيطر على مشاعرها، ثم يحاول الاعتداء عليها ولكن حبيبها يستطيع إنقاذها فتحبه وتقتنع به.

### طاقم التمثيل
- عبد الحليم حافظ: (محمد)
- زيزي البدراوي: (ناهد)
- سعاد حسني: (سميحة)
- يوسف فخر الدين: (هشام)
- أحمد يحيى: (سامي)
- سهير البابلي: (مشيرة - صديقة ناهد)
- ماجدة الخطيب: (صديقة ناهد)
- عزيزة حلمي: (والدة ناهد)
- زينب صدقي: (والدة محمد وسميحة)
- عبد الرحيم الزرقاني: (والد ناهد)
- عصمت محمود: (جيهان)
- ميمي جمال: (صديقة ناهد)
- ممدوح شكري: (صديق هشام)

### فريق العمل
- إخراج: فطين عبد الوهاب
- إعداد القصة: علي الزرقاني

### الأغاني
- جواب
- راح.. راح

تأليف مرسي جميل عزيز، ألحان كمال الطويل

## فريق العمل
- تأليف: إحسان عبد القدوس
- إنتاج: أفلام العالم العربي
- توزيع: شركة الشرق
- مونتاج: حسين أحمد
- موسيقى تصويرية: علي إسماعيل
- مدير التصوير: وحيد فريد
- أخذت المناظر في ستوديو مصر
- تم الطبع والتحميض في ستوديو مصر

## وصلات خارجية
- مقالات تستعمل روابط فنية بلا صلة مع ويكي بيانات
- صفحة الفيلم في قاعدة بيانات الأفلام العربية